# Мосальское (Московская область)
Мосальское — деревня в Щёлковском районе Московской области России, входит в состав городского поселения Фряново. Население — 12 чел. (2010).

## География
Деревня Мосальское расположена на северо-востоке Московской области, в северо-восточной части Щёлковского района, на Фряновском шоссе Р110, примерно в 46 км к северо-востоку от Московской кольцевой автодороги и 31 км от одноимённой железнодорожной станции города Щёлково, по левому берегу реки Дубенки бассейна Клязьмы.
В 13 км южнее деревни проходит Щёлковское шоссе А103, в 13 км к северо-востоку — Московское большое кольцо А108, в 12 км к юго-западу — Московское малое кольцо А107, в 20 км к северо-западу — Ярославское шоссе М8. Ближайшие населённые пункты — деревни Горбуны, Костыши и посёлок Огудневского лесничества.
К деревне приписано садоводческое товарищество (СНТ).
Связана автобусным сообщением с рабочим посёлком Фряново, городами Москвой и Щёлково (маршруты № 35, 335).

## Население
| 1852 | 1859 | 1869 | 1899 | 1926 | 2002 | 2006 |
| ---- | ---- | ---- | ---- | ---- | ---- | ---- |
| 86   | ↘78  | ↘75  | ↘23  | ↗66  | ↘6   | ↗7   |
| 2010 |      |      |      |      |      |      |
| ↗12  |      |      |      |      |      |      |

## История
Мосальское упоминается как село Богородское с придаточным названием Зубачево в 1585 году как вотчина «за князем Иваном Самсоновичем Турениным, что преж сего было в вотчине за Иваном Зачесломским» в Шеренском и Отъезжем стане Московского уезда.
Затем село было отдано в качестве приданого дочери князя Туренина Елене и по писцовым книгам 1623—1624 гг. значилось за её мужем — боярином князем Иваном Семёновичем Куракиным как «пустошь, что было село Богородское, Зубачево тож».
После смерти княгини Елены Ивановны село по завещанию перешло её родной сестре, жене князя Андрея Кольцова-Мосальского, вдове Марье Ивановне и позже находилось во владении их сына, князя Михаила Андреевича Кольцова-Мосальского.
В начале 2-й половины XVII века в селе была построена деревянная Спасская церковь.
В дальнейшем владельцами села были князья Иван, Андрей и Борис Михайловичи (1678), Фёдор Михайлович и Иван Петрович Кольцовы-Мосальские (1704—1722), Иван Михайлович Кольцов-Мосальский и Пётр Иванович Вишняков (1768—1770).
В середине XIX века Богородское относилось ко 2-му стану Богородского уезда Московской губернии и принадлежало коллежскому регистратору Вере Михайловне Пантелеевой. В деревне было 10 дворов, крестьян 44 души мужского пола и 42 души женского.
В «Списке населённых мест» 1862 года Богородское (Масальское) — владельческая деревня 2-го стана Богородского уезда Московской губернии по правую сторону Троицкого тракта (из Богородска в Сергиевскую Лавру), в 29 верстах от уездного города, при речке Дубенке, с 10 дворами и 78 жителями (36 мужчин, 42 женщины).
По данным на 1869 год — деревня Аксёновской волости 3-го стана Богородского уезда с 12 дворами, 12 деревянными домами, хлебным запасным магазином и 75 жителями (35 мужчин, 40 женщин), из которых ни одного грамотного. Количество земли составляло 108 десятин, в том числе 27 десятин пахотной. Имелось 7 лошадей и 12 единиц рогатого скота.
В 1913 году — 9 дворов.
По материалам Всесоюзной переписи населения 1926 года — деревня Аксёновского сельсовета Аксёновской волости Богородского уезда в 34 км от станции Щёлково Северной железной дороги, проживало 66 жителей (32 мужчины, 34 женщины), насчитывалось 11 крестьянских хозяйств.
С 1929 года — населённый пункт Московской области в составе:
- Аксёновского сельсовета Щёлковского района (1929—1954)[18],
- Головинского сельсовета Щёлковского района (1954—1959, 1960—1963, 1965—1994)[19][20][21],
- Головинского сельсовета Балашихинского района (1959—1960)[19][22],
- Головинского сельсовета Мытищинского укрупнённого сельского района (1963—1965)[23],
- Головинского сельского округа Щёлковского района (1994—2006)[21],
- городского поселения Фряново Щёлковского муниципального района (2006 — н. в.)[24][25].